# Leone Rabduco
Leone Rabduco (in greco Λέων Ῥαβδοῦχος?; fl. X secolo) è stato un diplomatico e nobile bizantino.

## Biografia
A quanto pare, Leone era un parente della dinastia Macedone regnante e un cognato del famoso diplomatico Leone Coirosfacte. Nel 917, fu governatore (stratego) del thema di Dyrrachion e fu inviato presso il sovrano serbo Petar Gojniković (regno 892-917) per convincerlo ad attaccare Simeone I di Bulgaria (r. 893-927), con cui i Bizantini erano in guerra. Leone ebbe successo, ma l'attacco serbo fallì e Petar fu fatto prigioniero. Dal De administrando imperio dell'imperatore Costantino VII Porfirogenito (r. 913-959), si sa anche che Leone fu poi promosso dal rango di protospatario a quello di magistros, e divenne Logothetes tou dromou (ministro degli esteri).